# Válega
Válega est une paroisse civile portugaise (en portugais : freguesia) de la municipalité d'Ovar dans le district d'Aveiro.

## Géographie
Válega est arrosée par le Rio Gonde, qui se jette dans la Ria d'Aveiro au sud-ouest de la paroisse, et son affluent le Rio Negro.

## Démographie
Lors du recensement de 2021, Válega compte 6 474 habitants.